# Edwin de la Peña y Angot
Edwin de la Peña y Angot MSP (San Juan, Siquijor, 5 de abril de 1954) é um clérigo católico romano filipino, desde 2000 prelado territorial de Marawi.

## Biografia
Edwin Angot de la Peña é filho único de Avelino V. de la Peña e Francisca G. Angot. Abraçando a vocação para o sacerdócio missionário, ingressou na Sociedade Missionária das Filipinas (MSP) em 1968, três anos após sua fundação, tornando-se um dos seminaristas pioneiros no seminário menor em Tayud, Consolacion, Cebu. Estudou filosofia no Seminário de San Carlos, Cebu, e teologia no Seminário do Verbo Divino, Tagaytay.

### Ordens e ministério
Foi ordenado ao diaconato em 24 de outubro de 1980 e ao sacerdócio em 22 de abril de 1981, na Paróquia de San Roque, Alabang, cidade de Muntinlupa, pelo Bispo Gaudencio B. Rosales. Sua primeira designação missionária foi a Indonésia; contudo, enquanto aguardava sua partida, foi enviado por seu superior a Marawi para uma preparação mais intensa e imersão na cultura muçulmana. Assim, incardinado na Prelazia de Marawi, desempenhou seu ministério pastoral até 1983 e depois foi reitor interino do Seminário em Tagaytay (1983-1984).
Depois, padre Edwin estava a caminho de Papua-Nova Guiné para sua primeira missão no exterior, mas foi novamente impedido. A Conferência Episcopal concedeu autonomia à Sociedade Missionária nas Filipinas e, como consequência, ele foi eleito primeiro Moderador Supremo da Sociedade e serviu como tal de 1984 até janeiro de 1988. Após quatro anos como Moderador, serviu na Paróquia São Francisco Xavier da Diocese de Antipolo (1988-1989). Em 1989, ele foi enviado para Papua-Nova Guiné, onde fez seis anos de trabalho missionário na Arquidiocese de Port Moresby, como pároco e formador dos seminaristas locais. Ele recebeu uma designação especial do arcebispo para estabelecer o Programa de Formação em Espiritualidade Arquidiocesana para os seminaristas nativos. Enviado para estudos na Pontifícia Universidade Gregoriana, em Roma, de 1995 a 1998, onde obteve uma licenciatura em teologia espiritual. Foi diretor da Casa de Formação da Faculdade em Mandaluyong, Vice-Superior Geral da Sociedade Missionária das Filipinas, e a partir de 1999, Padre Edwin foi Reitor do Seminário da MSP na cidade de Tagaytay.

### Prelado de Marawi
Em 23 de junho de 2000, foi nomeado prelado territorial de Marawi. A posse cerimonial do cargo ocorreu em 12 de agosto daquele ano.
Em 22 de outubro de 2001, o Papa João Paulo II o elevou à dignidade episcopal. Foi ordenado bispo em 27 de dezembro daquele ano pelo então núncio apostólico nas Filipinas, Dom Antonio Franco; os principais co-consagradores foram Jesus Armamento Dosado, CM, Arcebispo de Ozamiz, e Fernando Robles Capalla, Arcebispo de Davao.
Durante o cerco de Marawi, em 2017, ele desempenhou um papel significativo no apelo pela paz e nos esforços de socorro aos moradores cristãos e muçulmanos deslocados pelo conflito. A batalha levou à destruição de importantes infraestruturas eclesiásticas, incluindo a Catedral de Santa Maria em Marawi. De la Peña esteve na vanguarda dos esforços para reconstruir a presença cristã na cidade.
Na Conferência Episcopal Católica das Filipinas (CBCP), Dom Edwin de la Peña foi presidente da Comissão para a Missão de 2003 a 2013 e da Comissão para o Diálogo Inter-religioso, eleito em  2019, reeleito em 2021 e 2023.